# Greenhouse Gases Observing Satellite
Pour les articles homonymes, voir Ibuki.
Greenhouse Gases Observing Satellite (en français « Satellite d'observation des gaz à effet de serre »), plus fréquemment désignés sous l'acronyme GOSAT ou Ibuki, sont deux satellites d'observation de la Terre de l'Agence d'exploration aérospatiale japonaise (JAXA) lancés en 2009 et 2018. Leur mission est de mesurer les émissions et absorptions des  gaz à effet de serre (dioxyde de carbone et de méthane) sur plusieurs milliers de points de l'atmosphère terrestre. Développés à la suite de la signature du protocole de Kyoto, un accord international  entré en vigueur en 2005 et visant à la réduction des émissions de gaz à effet de serre, le projet doit contribuer à mieux connaitre l'impact de l'activité humaine sur le bilan carbone de l'atmosphère terrestre et ainsi contribuer à mieux modéliser le changement climatique induit. GOSAT-1 est le premier satellite à effectuer des mesures systématiques depuis l'espace des gaz à effet de serre.
La plateforme des satellites GOSAT est développée par Mitsubishi Electric Corporation tandis que les instruments sont fournis par l'agence spatiale japonaise. Le projet est porté par le ministère de l'Environnement du Japon et l'Institut national d'études environnementales (NIES) . Ce dernier exploite les données collectées et les partagent avec la NASA et d'autres agences spatiales et organisations scientifiques de différents pays. Les deux satellites GOSAT, qui sont toujours opérationnels en 2023, doivent être remplacés par GOSAT-GW dont le lancement est prévu en 2024.

## Contexte
Le réchauffement climatique est l'augmentation de la température moyenne de la surface terrestre en cours aux XXe et XXIe siècles ainsi que, plus généralement, la modification des régimes météorologiques à grande échelle qui en résulte. L'une comme l'autre sont attribuées aux émissions de gaz à effet de serre d'origine humaine comme le dioxyde de carbone et le méthane. Bien qu'il y ait eu des périodes précédentes de changement climatique, depuis le milieu du XXe siècle les activités humaines ont des conséquences sans précédent sur le système climatique de la Terre et provoquent des changements à l'échelle mondiale. Les conséquences planétaires  pour la société sont particulièrement graves : augmentation des températures, accentuation de la fréquence et de la sévérité des sécheresses et des inondations.
Pour ces raisons la communauté internationale a décidé de réduire les émissions des gaz à effet de serre. Le protocole de Kyoto, rédigé sous l'égide des Nations-Unies, a été signé en 1997 et est entré en vigueur en février 2005. Pour déterminer les effets à l'échelle mondiale des émissions des gaz à effet de serre, il est nécessaire de modéliser leur effet sur le climat et de mesurer précisément les quantités produites.

## Objectifs
Au moment de la signature du protocole de Kyoto, la mesure des émissions et absorptions des  gaz à effet de serre est effectuée par un réseau d'environ 200 stations terrestres distribuées sur l'ensemble de la surface de la Terre ce qui est très insuffisant pour une évaluation précise des quantités échangées. Le projet japonais GOSAT (Greenhouse Gases Observing Satellite ; en français « Satellite d'observation des gaz à effet de serre ») est mis sur pied au Japon pour améliorer l'estimation du volume  des gaz à effet de serre produits et absorbés à l'échelle subcontinentale (plusieurs milliers de kilomètres) en utilisant des instruments basés dans l'espace qui permettent de multiplier les points de mesure. Les données collectées sont utilisées pour assister les administrations chargées de l'environnement dans l'évaluation du bilan carbone de l'écosystème terrestre et pour réaliser une évaluation des émissions et absorptions à l'échelle régionale. Les données recueillies permettront aux scientifiques d'améliorer leur connaissance du cycle mondial du carbone, de la distribution mondiale et de la variation temporelle des gaz à effet de serre  et de leur influence sur le climat. Le projet a également pour objectif de développer de nouvelles méthodologies pour mesurer les gaz à effet de serre depuis une plateforme satellitaire.

## Historique du projet GOSAT
GOSAT est un projet conjoint de l'Agence d'exploration aérospatiale japonaise (JAXA), du ministère de l'Environnement du Japon (MOE) et de l'Institut national d'études environnementales (NIES). L'Agence spatiale est responsable du développement du satellite et des instruments, des opérations de lancement et de la gestion des opérations en orbite (dont la collecte de données). NOES est chargé du développement des programmes de traitement des données et de l'utilisation des résultats. Le ministère MOE finance les développements. La plateforme des satellites est fournie par le conglomérat japonais  Mitsubishi Electric Corporation (MELCO).

## Caractéristiques techniques du satellite
Le satellite GOSAT et son successeur GOSAT-2, également appelés  Ibuki (en japonais いぶき, ce qui signifie littéralement « respiration » ou « vitalité »), sont des  satellites stabilisés sur 3 axes pesant respectivement 1 750 kg kilogrammes et 1 800 kg kilogrammes pour GOSAT-1 et GOSAT-2. Ils sont alimentés en énergie par des panneaux solaires qui produisent environ 5 000 Watts. GOSAT-1 a une mémoire de masse de 45 gigaoctets et ses instruments ont une masse totale de 391 kilogrammes,.

## Instruments
GOSAT mesure les gaz à effet de serre à l'aide d'une suite instrumentale appelé TANSO (Thermal and Near infrared Sensor for Carbon Observation en français « Capteur thermique et proche infrarouge pour l'observation du carbone »). Cette suite instrumentale comprend deux instruments TANSO-FTS et TANSO-CAI.

### TANSO-FTS
L'instrument TANSO-FTS (FTS pour Fourier Transform Spectrometer) est un interféromètre de Michelson qui utilise les interférences optiques pour effectuer ses mesures. Celle-ci est scindée à l'intérieur de l'instrument en deux faisceaux qui suivent des chemins optiques de longueur différente. Les faisceaux lumineux sont recombinés et le décalage temporel génère des interférences. FTS mesure  l'intensité de l'interférence tout en modifiant de manière continue l'écart entre les deux chemins optiques. En effectuant une opération mathématique, baptisée transformée de Fourier, l'instrument produit  un spectre qui représente la distribution de l'intensité lumineuse sur une partie du spectre lumineux. FTS analyse la lumière du Soleil réfléchie par la surface de la Terre et celle émise par la Terre et les nuages. La première est observée à travers trois bandes spectrales situées dans le proche infrarouge lorsque le satellite survole la face éclairée de la Terre tandis que la seconde est observée à travers une quatrième bande spectrale située dans l'infrarouge thermique lorsque le satellite survole la face nocturne de la Terre. La quatrième bande spectrale n'est pas analysée par interférence mais par mesure dans sept canaux étroits. L'instrument analyse le dioxyde de carbone, le méthane et la vapeur d'eau.
La couverture complète de la Terre est obtenue en trois jours durant lesquels un total de 56 000 mesures sont effectuées. Mais seules celles réalisées en l'absence de couverture nuageuse (déterminé à l'aide des données fournies par l'instrument TANSO-CAI) peuvent être utilisées pour déterminer la quantité de dioxyde de carbone et de méthane présent dans l'atmosphère. Cela représente 2 à 5 % des données collectées (entre 1 120 et 3 100 mesures utilisables) un nombre nettement supérieur aux 200 mesures effectuées par des stations terrestres.
| Caractéristique                | Bande spectrale n°1         | Bande spectrale n°2           | Bande spectrale n°3                | Bande spectrale n°4           |
| ------------------------------ | --------------------------- | ----------------------------- | ---------------------------------- | ----------------------------- |
| Bande spectrale (microns)      | 0,758-0,775                 | 1,56-1,72                     | 1,92-2,08                          | 5,56-14,3                     |
| résolution spectrale (cm-1)    | 0,2                         | 0,2                           | 0,2                                | 0,2                           |
| Observation de la polarisation | Oui                         | Oui                           | Oui                                | Non                           |
| Gaz observé                    | Oxygène                     | Dioxyde de carbone et méthane | Dioxyde de carbone et vapeur d'eau | Dioxyde de carbone et méthane |
| Champ de vue                   | 15,8 millirads soit 10,5 km | 15,8 millirads soit 10,5 km   | 15,8 millirads soit 10,5 km        | 15,8 millirads soit 10,5 km   |

### TANSO-CAI
L'instrument TANSO-CAI (CAI pour Cloud and Aerosol Image) est une caméra  utilisée pour calculer l'épaisseur et l'étendue de la couverture nuageuse et déterminer la quantité d'aérosols présents en suspension, ce qui permet d'éliminer les erreurs de mesure de d'instrument TANSO-FTS.
| Caractéristique              | Bande spectrale n°1 | Bande spectrale n°2 | Bande spectrale n°3 | Bande spectrale n°4 |
| ---------------------------- | ------------------- | ------------------- | ------------------- | ------------------- |
| Bande spectrale (microns)    | 0,370-0,390 (0,380) | 0,664-0,684 (0,674) | 0,860-0,880 (0,870) | 1,56-1,65 (1,60)    |
| Fauchée                      | 1000 km             | 1000 km             | 1000 km             | 750 km              |
| Résolution spatiale au nadir | 0,5 km              | 0,5 km              | 0,5 km              | 1,5 km              |

## Déroulement des missions GOSAT
GOSAT est lancé avec sept satellites plus petits le 23 janvier 2009 par une fusée japonaise H-IIA-202 décollant de la base de lancement de Tanegashima. Il est placé sur une orbite héliosynchrone de 666 kilomètres  avec une inclinaison orbitale de 98°. Le cycle orbital est de 3 jours et l'heure solaire de passage au nœud descendant est 13h00 ± 15". Le satellite a une durée de vie minimum de 5 ans mais il est toujours opérationnel en 2023. Le satellite GOSAT-2 est lancé par une fusée japonaise H-IIA-202 le 29 octobre 2018. cycle orbital  et l'heure solaire de passage au nœud descendant sont identiques.

## Successeur: le satellite GOSAT-GW
La mise en orbite du successeur des satellites GOSAT est programmée pour mars 2024. Baptisé GOSAT-GW (Global Observing SATellite for Greenhouse gases and Water cycle) ce satellite de 2600 kilogrammes doit reprendre à la fois la mission des satellites GOSAT et celle du satellite GCOM-W Lancé en 2012 pour effectuer des mesures portant sur le cycle de l'eau). Pour ce faire, le satellite emporte deux instruments qui sont des versions améliorées de ceux emportés par GOSAT et GCOM-W.
| Caractéristique                     | GOSAT-GW                                                         | GOSAT-2 (Ibuki-2)                                  | GCOM-W (Shizuku)               |
| ----------------------------------- | ---------------------------------------------------------------- | -------------------------------------------------- | ------------------------------ |
| Date lancement                      | 2024                                                             | 2018                                               | 2012                           |
| Masse                               | 2600 kg                                                          | 1800 kg                                            | 2000 kg                        |
| Durée de vie minimum                | 7 ans                                                            | 5 ans                                              | 5 ans                          |
| Puissance électrique                | 5300 Watts                                                       | 5000 Watts                                         | 3880 Watts                     |
| Altitude                            | 666 km                                                           | 613 km                                             | 699 km                         |
| Cycle orbital                       | 3 jours                                                          | 6 jours                                            | 16 jours                       |
| Heure de passage au nœud descendant | 13:30                                                            | 13:00                                              | 13:30                          |
| Instruments                         | TANSO-3 : Spectromètre infrarouge AMSR-3 : Radiomètre micro-onde | Spectromètre infrarouge TANSO-FTS-2 et TANSO-CAI-2 | AMSR-2 : Radiomètre micro-onde |